# みっちょ
みっちょは、日本の男性プログラマー。数々の自由ソフトウェアを開発・公開している。本名「田上 暢顕」。

## 人物
5歳の時にEntex MAC Mini Computerでプログラミングを始めた。その後PC-6001、PC-6001mkII、PC-6001mkIISR、MZ-80などを経て、小学生高学年時よりMSXにてゲームやマルチメディア作品などの制作にのめり込む。
小学校で日本語を習うより早くコンピュータ言語を覚えてしまったため、母国語はBASICなどと話している。
小学生時代に映画TRONを見て、その世界を実現したいと考え3DCGや人工知能の勉強を始めた。
その後MYSTやDOOMなどのゲームに感銘を受け、現在までそのコンピュータに接する信念の根底となっている。
更に大学時代に映画MATRIXを見て、以後、その世界を実現するという事を目標としている。
学生時代は主に映像作品を開発することに力を注いでおり、フラクタルなどを使ったデモンストレーションを開発していた。
高校生の時には、MSXを使ったCGと実写を組み合わせた学校紹介の映画を制作、北九州市内にて上映を行っている。
幼いころより多趣味であり、小説や詩などの執筆、絵画制作、写真撮影なども行っている。
一時期はカメラマンとしてアート作品の制作も行っていた。
またオカルト、宗教、ヨガなどにも造詣が深く、これがその描き出す独特の世界観に大きく影響している。

## 占術神秘学会
「占術神秘学会」とはみっちょが主催する研究団体。
占い・心理学・宗教・超常現象など幅広い分野に渡るメンバーがお互いを認め合い議論を交わすことで、絶対的な真実を見つけることを活動目標とする。

## 著作・連載
- Delphiなら……ゲームが作れる!―アクション/シューティング/RPG/ADV/育成/パズル/SLG……ゲームプログラミングの全エッセンス!  (PSネットワーク)
- Delphiマガジン (PSネットワーク) - ゲーム作成講座。